# 阿斯卡里克

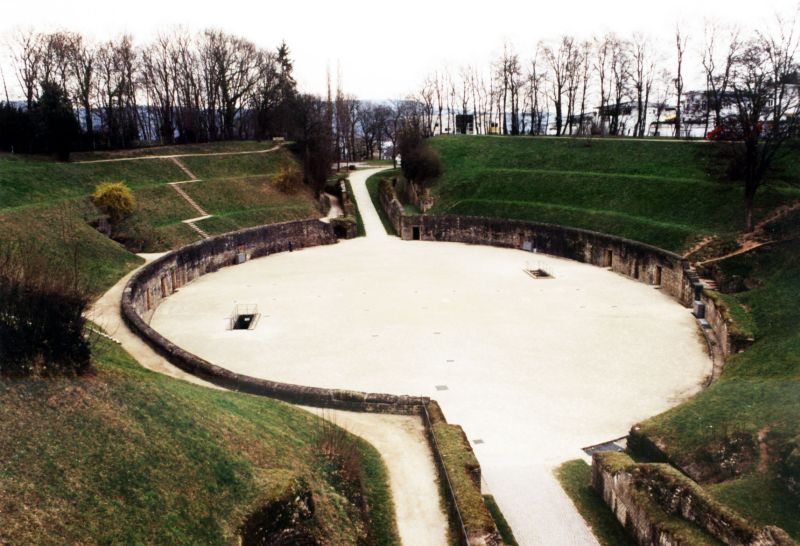
特里尔的露天竞技场，据说由阿斯卡里克或梅洛盖斯时期的法国士兵建造而成

阿斯卡里克（拉丁語：Ascaricus）（?—307年），306年—307年在位，英語：是一位早期法兰克国王，和梅洛盖斯被认为是最早的法兰克君主。
| 前任： ？ | 法兰克国王 | 继任： 马洛鲍德斯 |

## 脚注
1. ↑  史料中有多种拼写方式，可能是抄写错误导致的。